# (10804) Amenouzume
(10804) Amenouzume – planetoida z pasa głównego asteroid okrążająca Słońce w ciągu 4 lat i 216 dni w średniej odległości 2,76 j.a. Została odkryta 23 listopada 1992 roku przez Takeshiego Uratę. Przed nadaniem nazwy planetoida nosiła oznaczenie tymczasowe (10804) 1992 WN3.